# 花音 (漫画雑誌)
『花音』（はなおと）は、芳文社から発行されている月刊漫画雑誌。1994年9月創刊。毎月14日に発売されている。
主にBL作品が描かれている。

## 主な執筆陣
- 樹要
- 今市子
- 花王冴子
- 甘野有記
- こうじま奈月
- 桜賀めい
- CJ Michalski
- 高井戸あけみ
- 高口里純
- 高橋ゆう
- 夏水りつ
- 西田東
- 新田祐克
- 日高ショーコ
- 姫加戸りか
- 藤河るり
- 藤崎こう
- 本庄りえ
- 三池ろむこ
- 水上シン
- 南野ましろ
- 本仁戻
- 山田ユギ
- 美輝妖